# 被爱情联系在一起的马尔斯和维纳斯
《被爱情联系在一起的马尔斯和维纳斯》（英語：Mars and Venus United by Love），是意大利画家保罗·委罗内塞于1570年左右创作的著名油画。画中的人物主要是罗马神话中的爱与美神维纳斯
、战神玛尔斯和他们的孩子，小爱神丘比特。画面的下部有委罗内塞的署名：PAVLVS VERONENSIS F。

## 寓意
依据神话，丘比特将维纳斯和玛尔斯维系在一起，所以该画的寓意可能是爱情将美丽和勇敢结合在一起。右侧的一匹马被天使挡住，可能是情欲受到限制的象征。

## 收藏史
- 神圣罗马帝国皇帝鲁道夫二世，布拉格（直到1612年）
- 他的兄弟，神圣罗马帝国皇帝马蒂亚斯，布拉格（1612-1619）
- 他的堂兄，神圣罗马帝国皇帝费迪南德二世，布拉格（1619-1637）
- 他的儿子，神圣罗马帝国皇帝费迪南德三世，布拉格（1637-1648）
- 瑞典女王克里斯蒂娜，斯德哥尔摩，后来移至罗马（1648-1689）
- 红衣主教Decio Azzolino，罗马（1689）
- 他的侄子,侯爵Pompeo Azzolino，罗马（1689-1696）
- 公爵Livio Odescalchi，罗马布拉恰诺（1696-1713）
- 侯爵Baldassare Odescalchi-Erba（1713-1721）
- 奥尔良公爵PhilippeII，巴黎（1721- 1723）
- 奥尔良公爵（1723-1785）
- Louis Philippe Joseph（1785-1792）
- 子爵Edouardde Walckiers，布鲁塞尔（1792年）
- 他的堂兄，François de Laborde-Méréville，巴黎，后来移至伦敦（1792-1798）
- 公爵弗朗西斯·埃格顿，布里奇沃特（1798年）
- 弗雷德里克·霍华德，卡莱尔（1798年）
- 乔治·格兰维尔·莱维森·高尔，伦敦萨瑟兰（1798年）
- Hastings Elwyn，诺福克（1799-1806）
- 伦敦坎贝尔（1806-1866）
- 男爵Ivor Bertie，坎福德庄园，温伯恩，多塞特郡（1866-1903）
- Asher Wertheimer，伦敦，（1909-1910）
- 大都会艺术博物馆（1910-）[1]